# Ein Fisch namens Wanda
Ein Fisch namens Wanda (orig. A Fish Called Wanda) ist eine Kriminalkomödie von Charles Crichton und John Cleese aus dem Jahr 1988, in der ein erfolgreicher Juwelenraub haarsträubende Verwicklungen für die vier Protagonisten und weitere Betroffene nach sich zieht. Das mit einer Romanze verflochtene Heist-Movie präsentiert sich als tempo- und einfallsreiche Komödie mit schwarzhumorigen, Farce- und Screwball-Elementen. In Entstehung und Besetzung ein britisch-amerikanisches Gemeinschaftswerk, spielt der Film auch souverän mit gängigen Klischees, die über beide Kulturen kursieren.
Zahlreiche Preise bedeuteten auch Wertschätzung durch fachkundige Juroren, so bei den BAFTA, Golden Globe und Academy Awards 1989. Oscar-Gewinner als bester Nebendarsteller wurde Kevin Kline. Oscar-Nominierungen erfolgten in zwei weiteren Kategorien – eine für das beste Originaldrehbuch, das Cleese und Crichton in mehrjähriger Gemeinschaftsarbeit entwickelt hatten, die andere in der Sparte beste Regie für Crichton allein, der zuvor 23 Jahre lang als Spielfilmregisseur „pausiert“ hatte. Ein Fisch namens Wanda wurde sein größter Erfolg und war zugleich sein letzter Film.

## Handlung
Ein merkwürdiges Quartett findet sich in London zusammen, um mit einem Juwelenraub millionenschwere Beute zu machen: der selbstgefällige Chefganove George und der ihm treu ergebene, stotternde Tierschutzaktivist Ken, beide Engländer, sowie zwei US-Amerikaner: die attraktive Wanda und ihr Liebhaber Otto, angeblich ihr Bruder und Nietzsche-Kenner, in Wahrheit ein Waffen- und Kampfsport-Narr. Auf den reibungslos gelingenden Überfall folgt das Ringen um die Beute. Die durchtriebene Wanda, die mit ihren Reizen und den (jeder auf seine Weise) beschränkten Männern spielt, scheint die Fäden in der Hand zu halten. Nachdem sie George per anonymem Anruf der Polizei ausgeliefert hat, schickt sie sich an, auch Otto kaltzustellen, sobald der den Tresor geknackt hat, in dem die geraubten Diamanten deponiert waren. Der jedoch ist leer, George hat das Diebesgut an einen anderen Ort verbracht. Wanda besucht ihn, Mitgefühl heuchelnd, in U-Haft, doch er traut ihr nicht, und noch weniger ihrem Begleiter Otto. Er schaltet seinen Gehilfen Ken ein, der den Safeschlüssel in einer kleinen Schatulle in seinem Aquarium versenkt. Wanda wiederum beobachtet ihn dabei und versteckt den Schlüssel im Anhänger ihrer Halskette. Wo der dazugehörige Safe sich befindet, weiß sie freilich ebenso wenig wie Ken.
Um dies in Erfahrung zu bringen, setzt sie, getarnt als Jurastudentin, nun ihre Verführungskünste gegenüber Georges Verteidiger Archie ein. Der nach Lob und Liebe hungernde Mann einer ignoranten Gattin verfällt ihrem Charme im Nu. Es folgt eine Reihe von Verwicklungen. Bei einem Besuch in seinem Haus verliert Wanda ihren Anhänger; Archies unerwartet auftauchende Frau reklamiert ihn als ein Geschenk für sich; Otto, der eifersüchtig über jeden Schritt Wandas wacht, demütigt Archie, worauf sie von ihrem Kompagnon verlangt, sich umgehend zu entschuldigen; zurück in Archies Haus entdeckt Otto einen Einbrecher und schlägt ihn nieder, muss aber entsetzt feststellen, dass es kein anderer als Archie selbst ist, der den Einbruch fingiert hat, um den Anhänger, den seine Frau nicht wieder herausgeben wollte, für Wanda zurückzubekommen. Währenddessen hat George erneut Kens Dienste in Anspruch genommen, um sich der einzigen Belastungszeugin, die ihn in der Nähe des Tatorts gesehen hat, zu entledigen. In Erwartung eines Freispruchs beauftragt er Ken mit dem Kauf von Flugtickets und vertraut ihm an, wo der Safe sich befindet. Die Gerichtsverhandlung endet in einem Tumult, nachdem Archie sich versehentlich als Wandas Liebhaber geoutet und sie, als Kronzeugin der Verteidigung, George ein zweites Mal ans Messer geliefert hat.
Der Showdown beginnt in Georges Apartment. Otto hat Ken an einen Stuhl gefesselt und verspeist dessen Aquariumsfische einen nach dem andern – am Ende sogar Kens Liebling Wanda –, um aus ihm den Standort des Safes herauszupressen. Dass es das Cathcart Towers Hotel in der Nähe von Heathrow ist, erfährt kurz darauf auch Archie, der beschlossen hat, sich mit Wanda und der Beute nach Südamerika abzusetzen. Er befreit Ken, muss jedoch für die Fahrt nach Heathrow mit dem Soziussitz auf dessen Motorrad vorliebnehmen, da Otto Archies Auto samt Wanda gekapert hat. Auf dem Flughafen düpiert Wanda ihren „Bruder“, schlägt ihn bewusstlos und entkommt mit den Diamanten. Wieder bei Sinnen stößt Otto auf Archie, überlistet ihn und ist im Begriff, ihn zu erschießen, will ihn aber zuvor partout noch einmal demütigen, indem er ihn auf dem Rollfeld in ein Fass voller Altöl steigen lässt und verspottet. Auch Ken verhöhnt er, der rachelüstern mit einer riesigen Dampfwalze direkt auf ihn zusteuert; zu spät bemerkt er, dass er in einer frischen Betonschicht feststeckt, und wird überrollt. Archie eilt zur Maschine nach Rio und gesellt sich zu Wanda. Durchs Fenster sieht man den wundersamerweise wiederauferstandenen, grimmig dreinschauenden Otto, der schließlich, besiegt vom Fahrtwind, das Flugzeug und das Paar ziehen lassen muss, das laut Abspann in der neuen Heimat eine Familie mit 17 Kindern gründet.

## Entstehung

### Konzept
John Cleese und Charles Crichton, die Co-Autoren des Drehbuchs und de facto auch Co-Regisseure, standen schon 1969 kurz davor, gemeinsam einen Film zu realisieren. Als sie dann mehr als ein Jahrzehnt später den Auftrag erhielten, Lehrvideos für das Business Management zu entwickeln, nutzten sie die Gelegenheit, um ihr Vorhaben in die Tat umzusetzen, und sammelten mittels Brainstorming Ideen für einen Spielfilm. Nach erfolgversprechendem Beginn einigten sie sich auf einen festen Rhythmus: Einer gemeinsamen Arbeitswoche ließen sie zwei Wochen Pause folgen, in denen sie sich unabhängig voneinander neuen Ideen öffnen wollten. Crichton lobte diese Form der Kooperation mit der Begründung, dass so jeder sein spezielles Talent habe einbringen können.
Zu ihrer individuellen Handschrift kam noch ihre spezifische Prägung durch zwei ganz unterschiedliche „Schulen“ des britischen Humors hinzu: Crichton war in den Nachkriegsjahren einer der Pioniere der in den Londoner Ealing Studios entstandenen Komödien, Cleese eine Generation später Gründungsmitglied von Monty Python. Crichtons bekanntester Film aus jener Zeit war Das Glück kam über Nacht. Allein schon dessen Genre – ein Heist-Movie im Gewand einer Komödie – signalisiert, dass Ein Fisch namens Wanda auf vertrautem Boden gedieh. Zumindest ihm, so Cleese, sei das erst in dem Moment bewusst geworden, als er nach Wandas Verwandtschaft mit der Ealing-Komödie gefragt wurde – und sie spontan bestätigte, wie Crichton auch.

### Besetzung
| Figur                     | Darsteller       | Deutscher Sprecher       |
| ------------------------- | ---------------- | ------------------------ |
| Archie Leach              | John Cleese      | Thomas Danneberg         |
| Wanda Gershwitz           | Jamie Lee Curtis | Uta Hallant              |
| Otto                      | Kevin Kline      | Arne Elsholtz            |
| Ken Pile                  | Michael Palin    | Michael Nowka            |
| Wendy Leach               | Maria Aitken     | Kerstin Sanders-Dornseif |
| George Thomason           | Tom Georgeson    | Peer Augustinski         |
| Mrs. Coady                | Patricia Hayes   | Tilly Lauenstein         |
| Richter Knott             | Geoffrey Palmer  | Edgar Ott                |
| Hutchinson, Flugpassagier | Stephen Fry      | Eberhard Prüter          |
| Davidson                  | Roger Brierley   | Hans Nitschke            |
| Percival                  | Michael Percival | Reinhard Kuhnert         |

Die Hauptdarsteller
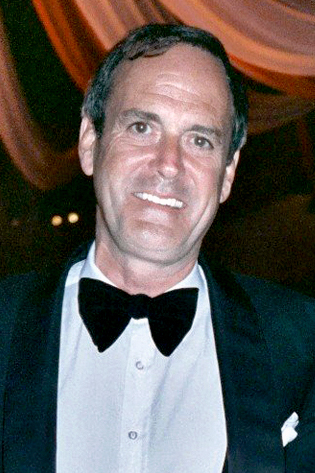
John Cleese
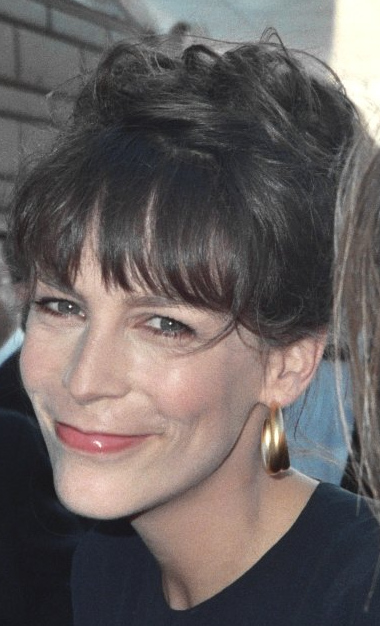
Jamie Lee Curtis
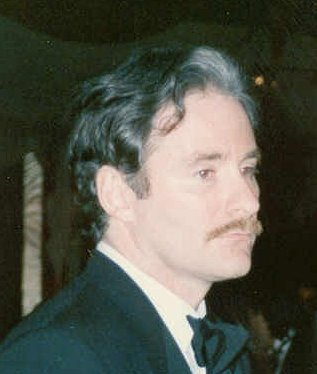
Kevin Kline
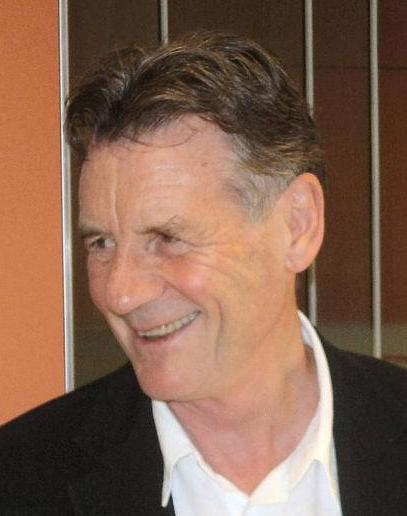
Michael Palin

Die Konstellation für die Hauptfiguren trug Cleese bei Beginn der Arbeit am Drehbuch schon in sich. Sie stammte aus einem Theatererlebnis, das ihn 1962 zum Lachen gebracht hatte wie kein anderes zuvor und danach. Es war ein Stück mit vier komischen Charakteren (unterschiedlich komischen Charakteren) – eine Konstellation, die aus Cleese’ Sicht so viele Kombinationen ermöglichte, dass Langeweile ausgeschlossen schien. Er übernahm sie für Wanda. Den Part, den er sich selbst zudachte, entwarf er schon mit Blick auf das US-amerikanische Publikum: den Anwalt Archie Leach als das Klischee dessen, was man dort als „typisch britisch“ sah. Auch der Zweite des Quartetts stand zumindest nominell frühzeitig fest: Michael Palin, einer seiner engsten Mitstreiter von Monty Python.
Mit Kevin Kline kam Cleese auf Empfehlung des späteren Wanda-Produzenten Michael Shamberg in Kontakt und freundete sich schnell mit ihm an. Kline meint, Cleese habe ihn damit gelockt, den „bösesten Mann der Welt“ spielen zu dürfen, und ihn dann selbst herausfinden lassen, ob dessen Selbstbild (Genie) oder das Fremdurteil („dämlich“) der Wahrheit näher kommt. Zwei Monate vor Drehbeginn beschloss Cleese, in entspannter Atmosphäre mit Kline allein das Drehbuch durchzugehen. Die zehn Tage auf Jamaika waren für beide sehr ertragreich. Kline war ein „Spieler“. Jede Probe geriet anders, weil er, ohne vorherigen Plan, vieles spontan entdeckte, darunter sowohl Gesten, wie Ottos Schnüffeln in seiner Achselhöhle, als auch originelle Wendungen, wie das unerwartete „Ich bin enttäuscht“ beim Anblick des leeren Safes – alles Dinge, so Cleese, die einem Drehbuchautor nicht am Schreibtisch einfallen würden.
Dass eine Frau das Quartett vervollständigen würde, war von vornherein geplant; dass es keine Britin wurde, entschied sich relativ spät. Einem Filmtipp seiner Tochter folgend, erlebte Cleese Jamie Lee Curtis auf der Leinwand (Die Glücksritter) und war von ihrer Energie sofort gepackt. Mit dem Engagement zweier US-Amerikaner – für zwei der vier Hauptrollen – entstand noch einmal eine ganz neue Dynamik. In den zwei Wochen Probe, die den Dreharbeiten vorausgingen, war Curtis diejenige, die am meisten ansprang auf Cleese’ Ermutigung, eigene Ideen einzubringen (We’re all going to direct this). Curtis ihrerseits war voll des Lobes über die gemeinschaftliche Anstrengung – eine für sie neue Erfahrung –, und Palin honorierte ihren persönlichen Anteil daran, indem er ihr ein T-Shirt schenkte mit der Aufschrift Wait! I have an idea!
Cleese resümierte, zwar gehe die Idee für den Film auf ihn persönlich zurück, die allmähliche Ausformung aber sei inspiriert worden durch viele Leute, mit denen er in Austausch getreten war. Allein zum Text des Drehbuchs hätten 13 Personen beigetragen. Auch habe es ebenso viele Entwürfe durchlaufen, bevor er zufrieden war. Der produktionsvorbereitende Prozess insgesamt dauerte rund vier Jahre und kostete ca. 150.000 US-Dollar, für die Cleese persönlich aufkam.

### Dreharbeiten
Im Sommer 1987 konnten die Dreharbeiten beginnen. Dem 77-jährigen Crichton die alleinige Regie zu übertragen, hielt man allerdings aus Sicht von Metro-Goldwyn-Mayer für nicht ganz unbedenklich. Sein Alter war nur das eine; hinzu kam seine lange Abstinenz von dem, wofür man ihn engagierte: Die letzten 23 Jahre hatte er zwar noch Fernsehshows und Kurzdokus gemacht, aber keinen Spielfilm. Man entschied daher, Cleese als Co-Regisseur einzusetzen (ohne Nennung), damit er, wiewohl selbst unerfahren, im Notfall einspringen konnte. Dieser Fall trat nicht ein. Ihre schon beim Drehbuchschreiben gut funktionierende Arbeitsteilung (Cleese mehr auf die Sprache, Crichton mehr auf das Visuelle achtend) setzten beide am Set fort: Cleese übernahm die Kommunikation mit den Schauspielern, Crichton bestimmte den praktischen Ablauf.
Als Regisseur hatte er nichts verlernt. Das zügige Tempo, das er anschlug, überraschte. Er machte keinen zweiten oder dritten Take, wenn der erste gelang. Man sah, er wusste genau, was er wollte. Cleese meint, er habe auf eine Art und Weise gefilmt, als wolle er „die Essenz jeder Szene“ einfangen. In seinem Audiokommentar lenkt er die Aufmerksamkeit des Zuschauers wiederholt auf die Ökonomie, mit der Crichton Regie führte. Kamera und Aufbauten hatten bei ihm dienende Funktion. Das ermöglichte längere Takes, und das wiederum rückte die Schauspieler in den Mittelpunkt, forderte ihre Leistung heraus und würdigte sie zugleich.
Dass dennoch zwei Reshootings angesetzt wurden, lag an den Ergebnissen der Previews, die man untereinander, aber auch mit Außenstehenden diskutierte. Das eine betraf die fehlende Lovestory. In diesem Punkt lenkte man komplett ein (siehe Genre, vorletzter Abschnitt). Das andere berührte die Frage, wo man mit dem Schwarzen Humor möglicherweise zu weit gegangen war. Hier ließ man sich vor allem von den unmittelbaren Reaktionen im Zuschauerraum leiten. Cleese beschreibt einen Moment, in dem das Publikum regelrecht erstarrt sei: Den Tod des zweiten, überfahrenen Hundes hätten sie, in der Erstfassung, zu eindeutig gezeigt durch Innereien aus einem Fleischerladen. Das änderten sie ab, anderes nicht, wie zum Beispiel die Tortur, die Ken durch Otto erleiden muss, und die Tatsache, dass überhaupt Tiere getötet werden. Beides, so Cleese, sei heftig angegriffen worden, wogegen keiner Anstoß genommen habe am Warum und Wie von Kens Mordversuchen an einer unschuldigen alten Dame.
Beginnend am 13. Juli 1987 wurde der Film binnen zehn Wochen (einschließlich der Reshootings) in den Twickenham Studios sowie an verschiedenen Orten in London und Oxford gedreht. Die Produktionskosten beliefen sich auf 7,3 Millionen US-Dollar.

### Deutsche Fassung
Die deutsche Synchronfassung entstand zur Kinopremiere bei der Berliner Synchron nach Synchronregie und Dialogbuch von Arne Elsholtz, der zugleich Otto seine Stimme lieh. Die deutsche Version ist an einer Stelle in den Dialogen abgemildert worden. So tönt Otto in einer Szene, dass die Engländer ohne amerikanische Hilfe im Zweiten Weltkrieg von den Deutschen besiegt worden wären und sich ständig Marschmusik anhören müssten. In der deutschen Fassung imitiert er Geräusche von Blasinstrumenten und Trommeln, während er in der Originalversion die erste Zeile des Deutschlandliedes, „Deutschland, Deutschland über alles“, singt.

## Filmanalyse

### Genre
In seinem Audiokommentar beleuchtet Cleese, rückblickend mehr als ein Jahrzehnt später, eine Reihe von Szenen mit besonderem Blick auf das Genre. Für einen Autor, der sich so explizit wie er der Komödie verschrieben hat, sind die dabei bestätigten oder neu gewonnenen Erkenntnisse natürlich von besonderem Interesse. In der Regel verdichtet er sie zu thesenartigen Aussagen, meist in kontrastierender Form: Nicht so, sondern besser so.
Eines der Probleme, das Cleese zu schaffen machte, war, den Mittelteil der Handlung für zwei der Hauptfiguren, Ken und Otto, sinnvoll zu füllen. Was könnte sie, während sich die Romanze zwischen Archie und Wanda entspinnt, umtreiben? Für Otto fand sich, nach Abwegen, als Hauptlösung seine Eifersucht. Für Ken gelang sie nur mittels reiner Logik. Ausgehend von der Frage, was sein Wesenskern und was dem entgegengesetzt ist, ergab sich die schwarzhumorige Lösung schließlich fast von selbst: Der Tierliebhaber par excellence wird zum dreifachen Tiermörder, indem er statt der alten Dame versehentlich deren Hunde einen nach dem andern tötet. Cleese’ Schlussfolgerung, die er auch gern an seine Studenten weitergab:

„Man braucht nicht immer eine neue Idee; oft steckt die Lösung in dem, was man schon hat.“

Ein Extra, das Otto im Mittelteil buchstäblich „angedichtet“ wird, ist sein plötzliches Outing gegenüber Ken. Ob Ken ihm sein Schwulsein glaubt, ob er Angst hat oder ihn nicht entschiedener abwehrt aus reiner Höflichkeit (eins der den Engländern zugeschriebenen Klischees), ist zweitrangig. Wichtig ist, dass der Zuschauer keine Sekunde daran glaubt. Homophobie würde er dem bekennenden Anglophoben Otto sofort abkaufen, nicht aber das Gegenteil. Ganz der Zuschauer der Komödie, der distanziert und überlegen auf das Geschehen blickt, weiß er daher, dass sich hier nichts anbahnen kann zwischen den beiden, dass Otto spielt aus Kalkül oder Lust, wie Wanda gegenüber Archie auch. Der Spaß für den Betrachter entsteht also aus einem Gegensatz, der aus der Figur selbst kommt: Was ist jemand? Was täuscht er vor zu sein? Cleese’ Kommentar dazu:

„Um eine Komödienhandlung zu dramatisieren, wird oft versucht, Konflikte zwischen den Figuren zu konstruieren; komischer ist es, sie in ihnen anzulegen.“

Eine Szene, die in Cleese’ Vorstellung schon Gestalt angenommen hatte ohne konkreten Bezug zum späteren Drehbuch, war die eines Stotterers, der etwas mitteilen möchte, unter Hochdruck die verrücktesten Versuche startet und x-mal scheitert, bis es irgendwie klappt und ihm gleich darauf, aus Erleichterung, auch das blockierte Wort herausrutscht. Auf dem Papier nahm sich die Szene, in der Ken Archie über den Standort des Safes aufklären will, auch „wunderbar“ aus, und die Monty-Pythoner Cleese und Palin spielten sie virtuos. Aber sie wirkte nicht. In Previews musste Cleese feststellen, dass die Zuschauer sie an der Stelle nicht sehen wollten. Als Teil des Showdowns war sie deplatziert. Man drehte daher eine wesentlich kürzere Version. Cleese’ Einsicht:

„Entscheidend für die komische Wirkung ist nicht, ob eine Szene lustig, sondern ob sie an dieser Stelle richtig ist.“

Cleese ist bekennender Bewunderer der Farce, eines Subgenres der Komödie, und insbesondere der „perfekt konstruierten“ Stücke von Georges Feydeau, die vorzugsweise im trauten Heim betrügerischer Eheleute angesiedelt sind. An sie angelehnt hat er die in Archies Arbeitszimmer spielende Szene, in der der Hausherr die erhoffte Verführung Wandas kurz unterbricht, um Champagner zu holen, bei seiner Rückkehr jedoch Frau und Tochter vorfindet und nun versuchen muss, die Situation zu meistern, in die freilich auch noch Otto (sichtbar) und Wanda (versteckt) eingreifen. Gute Farce, so Cleese, zeige für gewöhnlich relativ normale, respektable Leute in Umständen, die sie so unter Druck setzen, dass ihr Verhalten immer merkwürdiger wird. Schlechte, peinlich wirkende Aufführungen mit unglaubwürdigen Charakteren gebe es allerdings wesentlich häufiger, denn es sei sehr viel schwieriger, eine Farce gut zu spielen als eine gewöhnliche Komödie. Sein Leitsatz:

„Die große Kunst der Farce besteht darin, absurde Situationen glaubwürdig darzustellen.“

Als die erste romantische Szene an der Reihe war, versuchte Jamie Lee Curtis Cleese zu bewegen, sie ohne Proben zu spielen. Das war für ihn völlig ungewohnt. Normalerweise probte er eine Szene, bis sie „saß“. Das hatte zur Folge, dass er in der Lage war, sie beliebig oft genau gleich zu spielen, womit er manchen verblüffte. Mitunter, so Cleese, habe er das Gefühl, in ihm wäre ein Metronom eingebaut. Das erfordere aber auch das Genre: Die Komödie, und noch mehr die Farce, verlangten exaktes Timing. Andere Qualitäten waren nun in der anstehenden romantischen Szene gefragt. Cleese folgte Curtis’ Vorschlag und entdeckte Neues in sich: Er konnte spielen, was im Moment wichtig war; für die Dauer der Szene war sein „Metronom“ ausgeschaltet.
Ursprünglich, so Curtis, sei der Film „viel dunkler“ angelegt gewesen; sie hätten in der Erstversion durchweg in dem Bewusstsein gespielt, es handle sich um eine Schwarze Komödie. Testläufe vor US-amerikanischem Publikum führten allerdings zu dem kritischen Einwand, die Lovestory, auf die der Film Hoffnung mache, werde nicht eingelöst. Daraufhin realisierte man den Vorschlag des Produzenten Michael Shamberg, die sich anbahnende Beziehung zwischen Wanda und Archie zum „emotionalen Kern“ des Films zu machen. Einige Szenen mussten so neu gedreht werden, um die Romanze zu beglaubigen. Dass durch sie die ursprünglich „Schwarze“ in eine Romantische Komödie verwandelt wurde (auch Cleese selbst nennt sie so), wird nicht von jedem so beurteilt.
Mehrere Quellen sehen Wanda in der Tradition der Screwball-Komödie. Eine von ihnen widmet sich sogar ausschließlich dem Versuch einer Begründung. Folgende Merkmale dieses klassischen US-amerikanischen Filmgenres hält man darin für erfüllt (und ergänzt sie gegebenenfalls durch eine Anmerkung zu Wanda): Eine weibliche Hauptfigur, die die Beziehung mit dem Protagonisten dominiert und dessen Männlichkeit herausfordert (bei Archie eher seine Abenteuerlust); rasante Schlagfertigkeit (in den Dialogen und der Handlung); farcenhafte Situationen; Eskapismus (die Flucht aus den gegenwärtigen Umständen ist für die Juwelenräuber eine Notwendigkeit, für Archie eine Chance zur Befreiung aus seiner „Verklemmtheit“ in Ehe und Beruf); Werben um das andere Geschlecht und Heirat.

### England „versus“ Amerika
„Ich liebe es, Engländer auszurauben. Sie sind so höflich“, tönt der Amerikaner Otto nach dem gelungenen Überfall (initiiert, geplant und mitvollzogen durch zwei Engländer) – und eröffnet damit den „Clash“ zweier Kulturen, der sich von da an, verbal und nonverbal, durch den ganzen Film zieht. Von Anfang an beabsichtigt war er nicht. Ursprünglich glich Wanda eher einer Hommage an die Gaunerkomödien der Ealing Studios. Erst mit dem Engagement von Kevin Kline und Jamie Lee Curtis kam es zum „Patt“ unter den Protagonisten: zwei Briten und zwei Amerikaner – eine Konstellation, die, laut Cleese, am Set für einen „nonstop freundschaftlichen Wettbewerb“ sorgte und die das Drehbuch veränderte in Richtung: vulgäre Amerikaner treffen auf spießige Engländer, oder: Britische Höflichkeit, die an sich selbst zu ersticken droht, wird bedrängt (befreit?) durch amerikanische Dreistigkeit.
Am schärfsten deutlich gemacht wird der Kontrast im Verhältnis zum Sex. In einer Sequenz mit zwei ineinander geschnittenen Szenen führt der Film vor, wie zwei Paare zur gleichen Zeit das Gleiche (ins Bett gehen) ganz unterschiedlich tun: Während im englischen Schlafzimmer Archie und seine Frau getrennte Betten haben, sich gesittet voneinander abwenden und Archie verschämt an seiner Socke schnüffelt, inhaliert Otto außer seiner Achselhöhle auch noch Wandas Stiefel und kommt, nach ein paar weiteren rituellen Clownerien, mit ihr im Hotelbett unverschämt direkt „zur Sache“.
Otto ist unbestritten die schillerndste Figur des Films. Kline spielt ihn so, dass der Zuschauer hin- und hergerissen ist. Er wirkt abstoßend und bewundernswert zugleich, fungiert als Bösewicht, agiert aber dynamisch und vital wie kein Anderer, mimt den Clown und tut das „tänzerisch“, mit physischer Anmut. Seine Außenwahrnehmung ist ähnlich der Amerikas: Er lässt nicht kalt, löst Gefühlsextreme aus wie Hassliebe. Ebenso sein markantester verbaler Running Gag („Nenn mich nicht dämlich!“). Er spiegelt den Minderwertigkeitskomplex Amerikas gegenüber dem Mutterland England: Dem Vorwurf geistig-kultureller Armut begegnet man mit Imponier- und Machtgehabe. – Aus Cleese’ Sicht symbolisiert Otto Amerikas Absurditäten und Exzesse; Kline selbst meint, seine Figur basiere zum Teil auf Gordon Liddy, einem Ex-FBI-Agenten und „Stehaufmännchen“; Andere sehen in ihm einen Wiedergänger der Cartoonfigur Pepé le Pew, einem liebestollen Stinktier aus Paris, dessen Balz durch den sexy klingenden französischen Akzent verstärkt wird (Otto bedient sich italienischer Floskeln, um Wanda zu verführen).
Was Dynamik und Behauptungswillen angeht, steht Wanda ihrem Landsmann in nichts nach, ist voller Esprit und Charme. Curtis meint, sie habe Wanda erst ein wenig nach ihrem Gusto geformt: Angelegt als sexuell schamlose, eiskalte, geldgierige Person, habe sie aus ihr eine Frau gemacht, die selbst noch nicht recht weiß, was sie will, und vor allem Spaß daran hat, Leute zu manipulieren und auszutricksen. Als berechnende Femme fatale ist sie Otto weit überlegen. Sie strotzt vor Selbstbewusstsein und ist frei von jeglichen Komplexen. Ob sie tatsächlich gebildeter ist als der Pseudointellektuelle, stellt der Film zumindest in Frage, denn ihre wütende Aufzählung einiger seiner Fauxpas („Aristoteles war kein Belgier“ usw.) schließt sie mit: „Das alles waren Fehler von dir, Otto. Ich hab’s nachgeprüft.“ Was soviel heißt wie: Auch sie hat keinerlei Kenntnis von Geschichte und Kultur, auch sie erfüllt also das gängige Vorurteil vom bornierten Amerikaner.
Archie ist der Einzige, den man privat und in seinem Beruf kennenlernt. Im Gerichtssaal genießt er Achtung, zu Hause nicht. Hier wie dort aber ist er „typisch britisch“: steif, förmlich, unbeholfen, ängstlich, verklemmt – ein kapitaler Rucksack, den er erst abwirft, als seine Frau ihm die Ehe kündigt, bezeichnenderweise nicht weil er eine Geliebte hat, sondern weil er es versehentlich öffentlich gemacht hat. Duplizität der Ereignisse: Bevor er mutig mit Wanda ins Ungewisse aufbricht, widerfährt ihm eine zumindest halb öffentliche Demütigung, als er im heimlichen Liebesnest auf dem Sprung ins Bett zu ihr ist und plötzlich, splitternackt, einer fremden Familie gegenübersteht, die ihn auch noch identifiziert. (Es war Curtis’ Idee, dass nicht sie, sondern er sich vor der Kamera entkleiden solle, worauf er, um sich nicht zu blamieren, einen Fitnesstrainer engagierte.) Cleese’ Audiokommentar zu diesem Komplex: „Das Hauptziel im Leben eines Engländers – zumindest der unteren Mittelklasse, der ich entstamme – ist es, sicher bis ins Grab zu kommen, ohne auf dem Weg dahin allzu großen Peinlichkeiten ausgesetzt gewesen zu sein.“
Auch der finale „Clash“ ist mit einer Demütigung verbunden (der bewaffnete Otto zwingt Archie, in ein Fass voll Altöl zu steigen), doch kehrt sie sich gegen den Verursacher. Die üblichen anglophoben Schmähungen lässt Archie über sich ergehen, aber den Vorwurf, er möge „Gewinner“ nicht, kontert er mit: „Gewinner? Wie Nordvietnam?“ Ottos wütendes „Das war unentschieden!“ beantwortet nun er mit Hohn und äfft obendrein den amerikanischen Akzent nach. Das gelingt Otto mit dem englischen zwar auch, aber befreit ihn nicht von seinem Ärger, denn er merkt, dass er sein Überlegenheitsgefühl verloren hat – bevor er schlussendlich alles an Archie verliert: Wanda und die Diamanten. Dass er zuvor zwar unter Kens Dampfwalze gerät (und damit den triumphierenden „Rächer“ der anderen Wanda von seinem Stottern befreit), aber nicht auch noch sein Leben verliert, ist eine Lösung, die sowohl Cleese’ Definition der Farce befolgt (Absurdes glaubhaft darzustellen) als auch den Grundton beibehält, in dem der Film den britisch-amerikanischen „Clash“ inszeniert. Eine Kritik fasst ihn so zusammen: „Es gibt wenige Filme, die so auf einer nationalen Rivalität gründen, und noch weniger, die das mit so wenig Groll und so viel Wärme zuwege gebracht haben.“

## Trivia

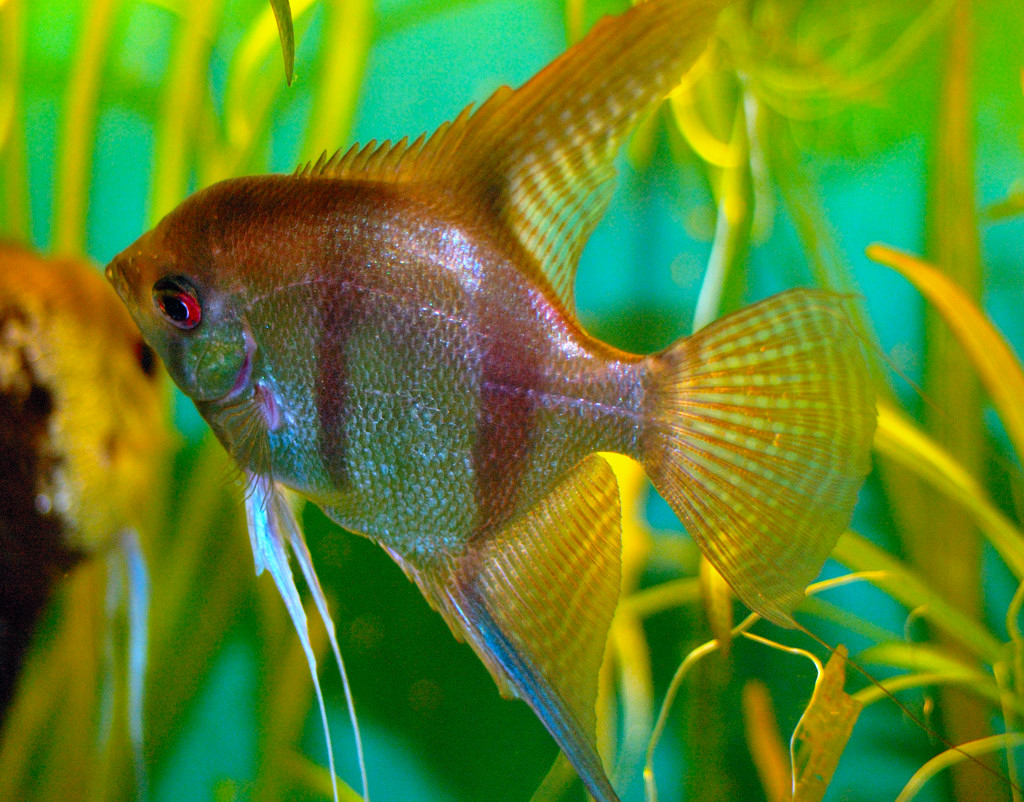
Wanda (erste Besetzung)

- Der 56-jährige dänische Hörgeräteakustiker Ole Bentzen lachte sich buchstäblich zu Tode, als er sich 1989 Ein Fisch namens Wanda ansah. Medizinisch erklärt wurde das „Herzversagen aus Fröhlichkeit“ damit, dass sein Lachen die Kontraktion der Herzmuskeln so stark beschleunigt haben soll, dass das Organ daran gehindert wurde, genügend Blut ins Gehirn zu pumpen.[8]
- Als die Drehbuchautoren erstmals zusammenkamen, um Ideen für ihren gemeinsamen Film auszutauschen, äußerten beide den Wunsch, eine Szene darin unterzubringen, die sie „schon immer einmal“ hatten realisieren wollen: Charles Crichton die von jemandem, den eine Dampfwalze überrollt, und John Cleese die eines unter Stress stehenden Stotterers, der jemandem unbedingt etwas mitteilen möchte. – Beide Wünsche erfüllten sich, mit der Einschränkung, dass die Stotterer-Szene sich innerhalb des Showdowns nur in stark verkürzter Form eignete.[4][7]
- Michael Palin, der den stotternden Ken spielte, war prädestiniert für die Rolle, weil er aus familiären Erfahrungen schöpfen konnte: Sein Vater litt zeitlebens unter Redeflussstörung. 1993 nutzte Palin dann die Chance auf „Wiedergutmachung“, indem er, einer Anfrage folgend, betroffenen Kindern bot, was seinem Vater verwehrt geblieben war: das Leiden zu behandeln, wenn nicht gar zu heilen. Er gründete das Michael Palin Centre for Stammering Children – eine Einrichtung, die inzwischen auch Erwachsenen offensteht und über ein Therapeutenteam in zweistelliger Zahl verfügt. Palin nennt sie das „unerwartetste Vermächtnis“, was der Film bewirkt habe.[20]
- Crichton, dessen 23-jährige Pause als Spielfilmregisseur nicht ganz freiwillig zustande kam (man hielt ihn für zu alt), erzählte gern die Anekdote, Hollywood habe sich, nach dem Erfolg von Wanda, bei einem seiner Produzenten gemeldet: Sie hätten eine Komödie und bräuchten einen Regisseur, ob dieser neue junge Kerl, Crichton, interessiert wäre? – Er war es nicht. Die elf Jahre, die ihm noch blieben, verbrachte er größtenteils in Schottland mit Fliegenfischen, seiner Lieblingsbeschäftigung.[7][9]
- Ab und an erschien Crichton am Set in einem T-Shirt, das Cleese ihm geschenkt hatte und die Aufschrift trug: Age and treachery will always overcome youth and skill. (‚Alter und Verrat werden immer über Jugend und Können siegen.‘)[6]
- Die Liebesgeschichte, die der Film erzählt – ein Engländer verfällt einer Amerikanerin, die ihn emotional befreit –, basiert auch auf Cleese’ persönlichen Erfahrungen: Seine drei Ehefrauen waren alle Amerikanerinnen.[9]
- Inspiriert zur Figur des Otto, mit der Kevin Kline seinen Oscar erspielte, wurde Cleese durch ein doppelseitiges Inserat in einer US-amerikanischen Zeitschrift, in der ein Guru für ein Wochenendseminar mit dem Slogan warb: Buddhism gives you the competitive edge. („Der Buddhismus verschafft dir den Wettbewerbsvorteil.“)[6] Im Film klärt Wanda Otto darüber auf, dass die Devise des Buddhismus keinesfalls „Jeder kämpft für sich selbst“ sei.
- Einer der zahlreichen Running Gags rund um die Figur des Otto geht auf Kline selbst zurück, der während der Vorgespräche mit Cleese gelegentlich zurückfragte: “What was the middle thing?” („Was war das im Mittelteil?“) Klines Kommentar: „Vielleicht bin ich ja Otto.“[6]
- Als Reaktion auf die Kritik, ihr Film zeige Grausamkeiten gegenüber Tieren, schlug Kline vor, Cleese solle im Abspann eine Erklärung einfügen, die Tiere in dem Film seien human behandelt worden – in den meisten Fällen.[9]
- In der Szene, in der Otto und Wanda zusammen ins Bett gehen, versteckte Jamie Lee Curtis ihr Gesicht die ganze Zeit in einem Kissen, um nicht über Klines Grimassen lachen zu müssen. In derselben Szene sagt Otto beliebige Phrasen auf Italienisch auf, um Wanda zu betören. In der italienischen Synchro spricht er stattdessen Spanisch (z. B. „Francisco Franco“ statt „Benito Mussolini“). Wandas Brüste bezeichnet Otto in der Bettszene auf Italienisch als „le due cupole grande della cattedrale di Milano“ („die zwei großen Kuppeln des Mailänder Doms“); ein zweifelhaftes Kompliment, da der Mailänder Dom keine Kuppeln hat, sondern ein Satteldach.
- Bei der Beerdigung der Hunde singen zwei Chorknaben: „Miserere domine (im Original fälschlich „dominus“), canis mortuus est“ („Erbarme dich, Herr, der Hund ist tot“).
- Archies Tochter Portia wird von John Cleese’ Tochter Cynthia gespielt – im Abspann unter Caylor, dem Familiennamen ihrer Großmutter.
- Gegen Ende des Films hat der englische Schauspieler und Regisseur Stephen Fry einen kurzen Gastauftritt als Flugpassagier Hutchison, den Otto niederschlägt, um ihm das Ticket abzunehmen.
- Kens vorne und hinten mit großen „L“-Tafeln ausgestattetes Anfängermotorrad war eine rote 1987er Honda H100S II.
- Der Name des Anwalts „Archie Leach“ ist eine Hommage an den 1986 verstorbenen Schauspieler Cary Grant, dessen bürgerlicher Name Alexander Archibald Leach lautete. Grant war 1959 gemeinsam mit Jamie Lee Curtis’ Vater Tony Curtis in der Komödie Unternehmen Petticoat zu sehen.
- Nach dem Einbruch in sein eigenes Haus lässt Archie Leach seine überraschte Frau mit dem Hinweis zurück, er müsse dringend zu einer Konferenz. Dies ist eine Anspielung auf den Film Clockwise, in dem Cleese die Hauptrolle spielte.
- Das von Archie Leach beim Treffen mit Wanda in einer Wohnung nahe der Londoner Tower Bridge in russischer Sprache vorgetragene Text stammt aus dem Gedicht Молитва („Gebet“) des 1841 bei einem Duell getöteten Dichters Michail Jurjewitsch Lermontow.
- Die Schlussbemerkung, der zufolge Otto nach Südafrika geht und dort Justizminister wird, spielt auf den im Jahr zuvor erschienenen Anti-Apartheid-Film Schrei nach Freiheit an, in dem Kline ebenfalls eine Hauptrolle spielte.
- Otto bietet George beim Gefängnisbesuch außerdem an, einen gewissen Kevin Delaney umzubringen, der ihn (George) an die Polizei verraten haben soll: Kevin Delaney ist der vollständige Vorname (Vor- und Mittelname) von Kline – und in der Tat war in Wirklichkeit er (Otto) es, der George denunziert hatte, sodass er damit auf sich selbst anspielt. Ferner gibt Otto sich Archies Frau Wendy gegenüber als CIA-Agent namens Harvey Manfrenjensenden aus, was offensichtlich dem (bei englischer Aussprache sehr ähnlich klingenden) Tarnnamen „James St. John Smythe“ nachempfunden ist, den James Bond im 1985 gedrehten Film Im Angesicht des Todes benutzt (gespielt von Roger Moore).[21]
- 1997 arbeitete die Besetzung des Films erneut zusammen für den Film Wilde Kreaturen, worin es zahlreiche Anspielungen auf Ein Fisch namens Wanda gibt; beispielsweise nennt Cleese Curtis in der letzten Szene „Wanda“ statt „Willa“, wie sie dort eigentlich heißt. – „It’s an equal not a sequel“, verkündete Kline zuvor („ein gleichwertiger Film und nicht bloß eine Fortsetzung“) – eine Aussage, die Regisseur Cleese in der Rückschau revidierte. Als man ihn ein Jahrzehnt später fragte, was er anders angehen würde, könnte er sein Leben noch einmal leben, antwortete er, zwei Dinge würde er nicht wieder tun: seine dritte Frau heiraten und Wilde Kreaturen machen.[22]

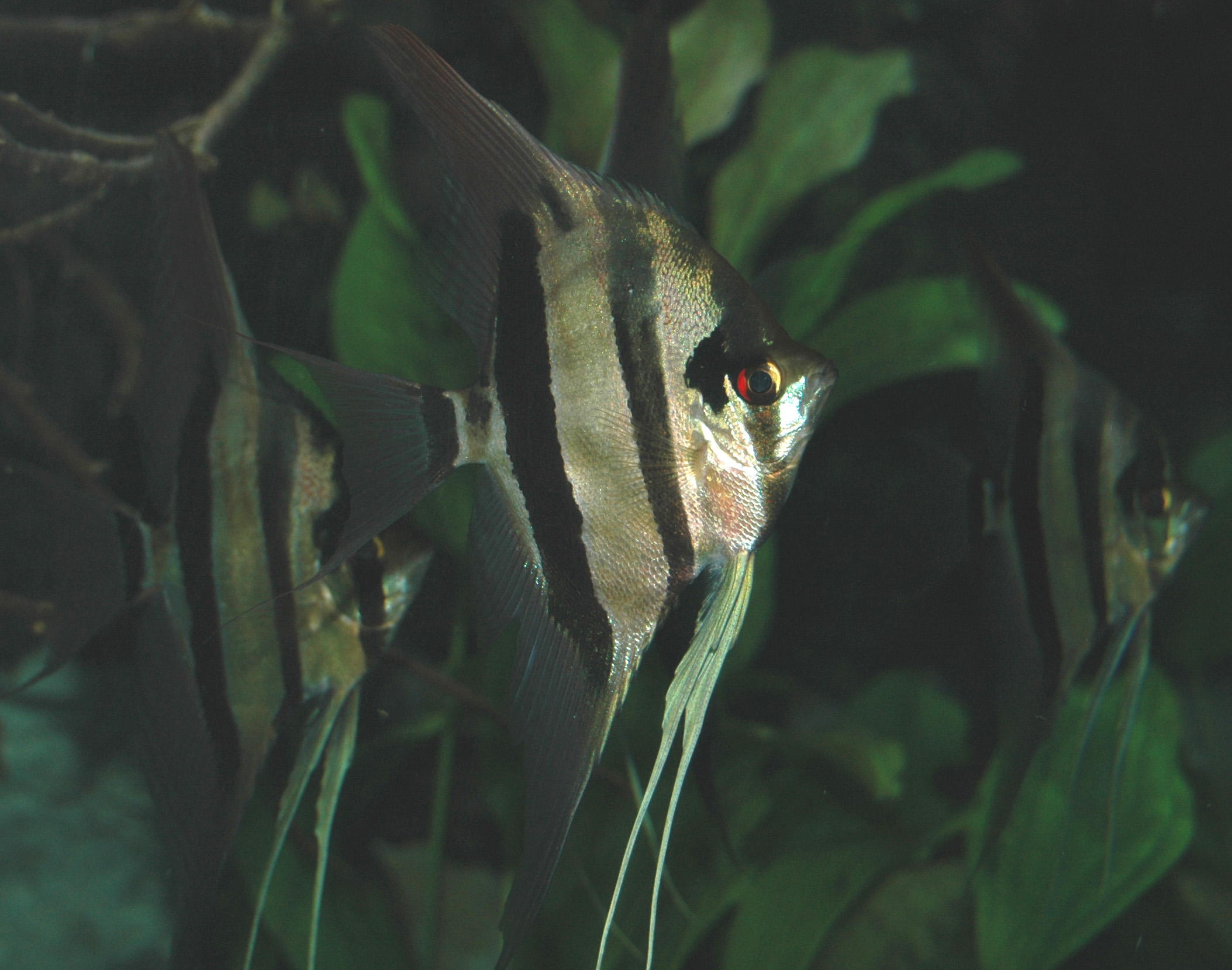
Ursprünglich verwendeter Fisch

- Das Bild auf dem Frontcover der DVD-Edition von Zweitausendeins stammt zwar aus Ein Fisch namens Wanda, ist aber im Film gar nicht zu sehen. Es zeigt Wandas rechten Fuß mit einem Schuh, auf dem ein (diskret gehaltenes) Haifischmotiv auszumachen ist. Dies war die Schlusseinstellung der Erstfassung und sollte dem Zuschauer signalisieren: In Rio angekommen, macht sie mit Archie ebenso kurzen Prozess wie zuvor mit den anderen Männern. – Nach Auswertung der Previews entschied man sich dann gegen diesen Schluss und für ein Happy End.
- Das US-amerikanische Filmplakat zeigte nicht vier, sondern fünf Hauptfiguren. Die fünfte war die Titelheldin Wanda, allerdings in Gestalt einer Nixe. Im Film ist die Tier-Wanda ein tropischer Süßwasserfisch, ein Pterophyllum scalare – zu Beginn der Dreharbeiten ein zitronengelbes Exemplar, nach ein paar Tagen ersetzt durch ein schwarzweißes, eben das, welches man im Film sieht (wenn auch weit weniger oft als die menschliche Wanda).[9]
- Den letzten Scherz erlaubt sich der Film buchstäblich mit dem allerletzten Wort des Abspanns. In einem englischsprachigen Film würde man an dieser Stelle The End erwarten. Hier nun erscheint Fin. Das heißt zwar auch „Ende“ (französisch), zugleich aber „Flosse“ (englisch), womit sich der Kreis zum Titel schließt.[9]

## Kritiken
Ein Fisch namens Wanda erhielt ein sehr gutes Presseecho, was sich auch in den Auswertungen US-amerikanischer Aggregatoren widerspiegelt. So erfasst Rotten Tomatoes fast ausschließlich positive Besprechungen und ordnet den Film dementsprechend als „Zertifiziert Frisch“ ein. Laut Metacritic fallen die Bewertungen im Mittel „Grundsätzlich Wohlwollend“ aus.
James Berardinelli meinte auf ReelViews, dass in Bezug auf Komiker jeder seinen Favoriten habe. Seiner sei John Cleese. Ein Fisch namens Wanda stelle den Höhepunkt in der Filmkarriere des Schauspielers dar und zeige nicht nur dessen komödiantische Begabung auf, sondern auch die der anderen Darsteller. Das Drehbuch beinhalte genug „urkomische“ Momente, damit sich das Publikum vor Lachen nicht mehr halten könne. Der Film sei „ungeheuerlich“, „anstößig“ und sogar „ein wenig krank“ – und gerade deshalb so amüsant.

„Reichlich Situationskomik, ein überaus spielfreudiges Ensemble und eine gelungene deutsche Synchronisation der vielen Wortspiele sorgen für ein durch ein paar Derbheiten kaum getrübtes Filmvergnügen, in dem angelsächsisch-trockener und amerikanisch-temporeicher Witz aufeinander prallen.“

„Die Figurenkonstellation des von Crichton und Cleese gemeinsam entwickelten Scripts ist grandios angelegt und auch in der Besetzung überzeugend […] Die temporeiche Inszenierung gelang […] mit Bravour […] Die Zusammenarbeit der beiden [Crichton und Cleese] vereint Ealing-Tradition und Monty Python Talent zu einer komödiantischen Meisterschaft, die den Film schnell Kult-Status erringen ließ.“

„Der große Pluspunkt des Drehbuchs ist zweifellos, dass es sowohl mit britischen als auch mit amerikanischen Klischees und den beiden doch sehr verschiedenen Kulturen jongliert und beide völlig ungeniert gegeneinander ausspielt.“

## Auszeichnungen
- Oscar in der Kategorie Bester Nebendarsteller (Kevin Kline)
Weitere Oscar-Nominierungen in den Kategorien Beste Regie und Bestes Originaldrehbuch
- Golden-Globe-Award-Nominierungen in den Kategorien Bester Film – Comedy/Musical, Bester Hauptdarsteller – Comedy/Musical (John Cleese), Beste Hauptdarstellerin – Comedy/Musical (Jamie Lee Curtis)
- BAFTA Awards in den Kategorien Bester Hauptdarsteller (John Cleese) und Bester Nebendarsteller (Michael Palin)
nominiert in sieben weiteren Kategorien
- David di Donatello in der Kategorie Bester ausländischer Film
- Goldene Leinwand in Deutschland für den Erfolg an den Kinokassen

Platz 21 auf der vom American Film Institute erstellten Liste der 100 besten englischsprachigen Komödien. Das British Film Institute wählte Ein Fisch namens Wanda im Jahre 1999 auf Platz 39 der besten britischen Filme aller Zeiten.

## Editionen (Auswahl)
- Twentieth Century Fox, 2006 (DVD und Blu-ray). Sprachen: Deutsch, Englisch, Französisch, Italienisch, Spanisch. US-Trailer, 8-seitiges Booklet.
- Zweitausendeins, 2010 (DVD). Sprachen: Deutsch, Englisch. Audiokommentar von John Cleese (engl.), Trivia-Track (engl.), nicht verwendete und geänderte Szenen.